# Flip the Frog

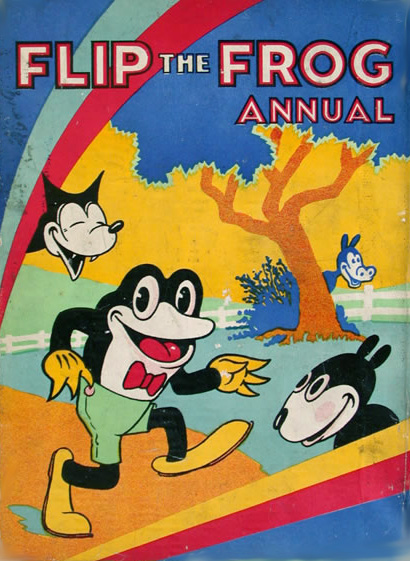
Flip the Frog Annual (1930).

Flip the Frog é um personagem de desenho animado criado pelo cartunista e desenhista estadunidense Ub Iwerks, um antigo sócio de Walt Disney. Ela estrelou uma série de desenhos produzidos pela Celebrity Pictures e distribuída pela Metro-Goldwyn-Mayer de 1930 de 1933. A série teve muitos personagens recorrentes além de Flip, tem o seu cão, uma mula chamada Orace e uma solteirona no bairro onde moram.